# Padrões de beleza coreanos

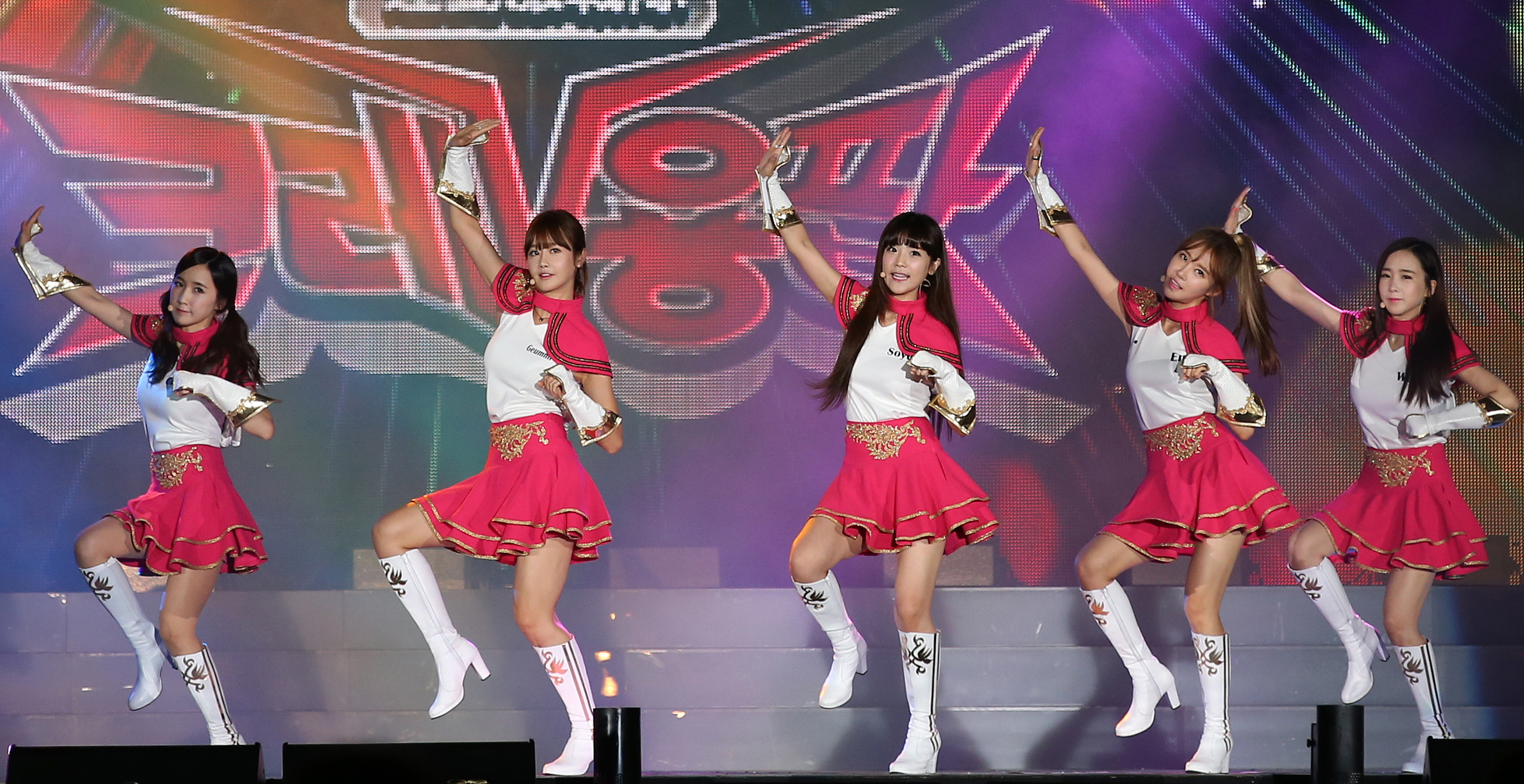
A aparência física (corpo esguio e pele pálida) dos ídolos do K-pop teve um grande impacto pela mudança dos padrões de beleza coreanos.

Os padrões de beleza coreanos se tornaram uma característica muito famosa da cultura coreana. Em 2015, uma pesquisa global da Sociedade Internacional de Cirurgiões Plásticos Estéticos (International Society of Aesthetic Plastic Surgeons) descobriu que a Coreia era o único país do Leste Asiático entre os 10 principais países que tem o maior percentual de cirurgias plásticas.
O padrão de beleza na Coreia teve várias influências, e o k-pop é uma das mais influentes. O k-pop se tornou famoso e estabelecido no mundo; Não apenas a música, mas também as aparência físicas dos ídolos influenciaram o padrão de beleza na Coréia. Muitos asiáticos têm pálpebras simples, nariz baixo e rostos ligeiramente arredondados. No entanto, embora essa característica não possa ser especificada como o rosto de todos os asiáticos, muitos ídolos coreanos têm pálpebras duplas, nariz reto e rosto em formatos de V. Algumas pessoas fazem cirurgia plástica para parecerem ídolos coreanos.

## Pressão cultural
Na Coréia, cosméticos e joias são proibidos para estudantes até que eles concluam o ensino médio. Em particular, muitas meninas em todo o mundo têm pouca confiança em sua aparência e querem ficar mais bonitas do que outras estudantes. Alguns decidem se submeter a uma cirurgia plástica para mudar as características de sua aparência. Estatísticas "oficiais" mais recentes relataram cerca de 20% das estudantes coreanas se submeteram à cirurgia plástica em 2008. Este é um resultado que mostra o quanto a mania da cirurgia plástica está circulando na Coreia do Sul. Muitas empresas pedem uma foto de perfil, peso e até mesmo antecedentes familiares ao contratar um novo funcionário.
De acordo com uma pesquisa, as mulheres coreanas são críticas a seu tipo de corpo, mas muitas mulheres não estão satisfeitas com sua aparência. Além disso, menos da metade das mulheres americanas tem menos respeito e satisfação, mas as mulheres americanas mostraram maior interesse no comportamento alimentar. 
A beleza é freqüentemente considerada como um meio de sucesso econômico para a sociedade na economia do pós-guerra e na modernização da economia coreana, onde a taxa de crescimento do emprego era baixa após a prosperidade. Como resultado, a força de trabalho altamente qualificada e educada da Coréia está competindo por baixas taxas de emprego e oportunidades para aumentar seu status. Os coreanos veem os tratamentos médicos, como cirurgia plástica, dermatologia e odontologia estética, bem como os investimentos em cosméticos e beleza como serviços, como uma das capitais culturais para obter vantagem sobre seus pares de desenvolvimento social e econômico.

## Produtos de beleza
A Coreia do Sul é o melhor em cosméticos do que qualquer outro país asiático. Em 2015, a Coreia do Sul exportou mais de US$2,44 bilhões em cosméticos. Isso é muito maior do que a exportação de US$1,1 bilhão em relação a 2014. BB (bálsamo para manchas) creme, CC (correção de cor) creme, soro, essência, ampola, embalagem de máscara de algas marinhas e esfoliante eram populares na Coréia. Os produtos de beleza coreanos contêm ingredientes não encontrados em produtos estrangeiros, como extrato de caracol. Antes de 2011, o BB cream, usado exclusivamente na Coreia, chegava ao mercado americano. O tamanho do mercado de creme BB nos EUA em 2014 era de US$116 milhões.
A grande diferença entre americanos e coreanos é como eles alcançam a beleza. Os americanos têm um processo estético de três etapas, incluindo lavagem do rosto, pele e hidratação. Por outro lado, os coreanos passam por um processo de 10 etapas, incluindo removedor de maquiagem e limpador de óleo, limpador de tipo água, agente esfoliante, toner, essência, soro, booster, ampola, pacote de máscara, creme para os olhos, bloqueador, creme hidratante e, finalmente, protetor solar.
Os cosméticos asiáticos estão obtendo cada vez mais sucesso na indústria da beleza. A Euromonitor International prevê que até 2019, cerca de 80% das vendas globais de cuidados com a pele virão da Ásia. Atualmente, existem mais produtos de beleza asiáticos do Leste Asiático no Ocidente, especialmente da Coréia e do Japão.

## Tatuagens
As tatuagens coreanas estão carrancudas. As tatuagens estão em voga, mas poucas. A tendência não é tão grande que ainda permaneça como uma tendência não dominante. A maioria das pessoas que têm tatuagens são artistas, músicos, gangsters e estrangeiros. Tatuagens não são permitidas na TV coreana. Se uma pessoa tatuada tentar aparecer na TV, ela será solicitada a cobrir a tatuagem com roupas, como uma camisa de mangas compridas. Ainda assim, se a tatuagem for visível a olho nu, vai ser adicionado um efeito embaçado.
Você deve ser médico para fazer uma tatuagem legalmente (oficialmente certificado) na Coréia. A única pessoa legalmente reconhecida para tatuar o público em geral é um médico.
Muitas lojas de tatuagem não são anunciadas na forma usual, como letreiros de neon promovendo suas lojas. A maioria dos tatuadores pode ser encontrada por meio de pessoas que você conhece. A maioria das lojas de tatuagem fica em prédios de apartamentos. A maioria dos prédios de apartamentos está equipada com esterilizadores e cadeiras de couro limpas. Os poucos lugares que anunciam sua loja ao público têm configurações semelhantes, mas são mais perceptíveis pelo público. Esses locais costumam ser invadidos pela polícia, enfrentando multas caras e sendo forçados a fechar. Você também pode ver tatuadores com maior probabilidade de ir ou trazê-los para casa.